# 周迪
周迪（しゅう てき、? - 565年）は、南朝梁から陳にかけての軍人。反乱を起こして敗れた。本貫は臨川郡南城県。

## 経歴
若くして山谷に居住し、膂力をそなえ、よく強弩を引くことができ、狩猟を業としていた。侯景の乱が起こり、周迪の一族の周続が乱の討伐のために臨川郡で起兵すると、始興王蕭毅（蕭憺の子の蕭亮の子）が臨川郡太守の地位を周続に譲った。周迪は郷里の人々を召募して周続に従い、戦うたびに必ずその武勇は軍の筆頭を飾った。ときに周続の部下の渠帥たちは、みな郡中の豪族であったため、驕慢勝手なふるまいが目立っていた。周続はそうした放漫を厳禁したため、渠帥たちの不満は高まり、鳩首協議して周続を殺害し、周迪を主に立てた。周迪は臨川郡の地に拠ると、工塘に築城した。梁の元帝により周迪は持節・通直散騎常侍・壮武将軍・高州刺史に任じられ、臨汝県侯に封じられた。
紹泰2年（556年）、臨川郡内史に任じられた。まもなく使持節・散騎常侍・信威将軍・衡州刺史となり、臨川郡内史を兼ねた。周文育が蕭勃を攻撃すると、周迪は自領を守って、情勢を観望した。周文育が長史の陸山才を派遣して周迪を説くと、周迪は兵糧を供出して、周文育を支援した。蕭勃が平定されると、周迪は功績により振遠将軍の号を加えられ、江州刺史に転じた。
永定元年（557年）、陳が建国され、王琳が東下すると、周迪は臨川郡に割拠しようと望み、8郡の太守らと盟を結んだ。陳の朝廷は周迪が乱を起こすのを恐れて、かれを厚く慰撫した。永定2年（558年）、王琳が湓城に入ると、新呉洞主の余孝頃が王琳に呼応して挙兵した。王琳は南江地方の諸郡に檄文を伝えて経略するため、その部将の李孝欽・樊猛らを派遣し、南方から兵糧を徴収させた。樊猛らは余孝頃と合流し、2万の兵で工塘に来攻し、8城を連ねて周迪に迫った。周迪の部下の周敷が臨川郡の故治に駐屯していたが、江口を遮断し、樊猛らを撃破して、その8城を落とした。周迪は李孝欽・樊猛・余孝頃らを生け捕りにして建康に送り、戦利品を鹵獲して、捕らえた人や馬も自らのものにした。功績により平南将軍・開府儀同三司の位を加えられた。
永定3年（559年）、陳の文帝が即位すると、周迪は安南将軍の号に進められた。熊曇朗が反乱を起こすと、周迪は周敷や黄法𣰰らとともに熊曇朗を包囲した。天嘉元年（560年）、熊曇朗を敗死させると、周迪はその残党を吸収した。王琳が敗れて北斉に亡命すると、文帝は周迪を湓城に駐屯させ、周迪の子を召し出して入朝させようとしたが、周迪はためらっていずれの命にも従わなかった。豫章郡太守の周敷はもともと周迪の部下であったが、黄法𣰰とともに建康の宮殿を訪れ、熊曇朗を破った功績を文帝に讃えられて加官された。周迪はこれを聞いて不満を抱き、ひそかに留異と結託するようになった。天嘉3年（562年）、侯安都らが留異を討伐すると、周迪は弟の周方興に兵を与えて周敷を襲撃させたが、敗れた。また別に兵を派遣して湓城に駐屯していた華皎を襲撃させようとしたが、計画が漏洩しており、全員華皎に捕らえられた。文帝は呉明徹・黄法𣰰・周敷らに命じて周迪を討たせた。呉明徹らが臨川郡に入ると、連城を作らせて周迪を攻撃したが、形勢は互角であった。文帝が安成王陳頊を総督として臨川郡を攻撃させると、周迪の軍は総崩れとなり、その妻子は全員捕らえられ、周迪は単身で脱出して山越えして晋安郡に入り、陳宝応の庇護を受けた。陳宝応は兵を出して周迪を支援し、留異も次男の留忠臣を派遣して周迪に加勢させた。
天嘉4年（563年）秋、周迪は東興嶺を再び越えて、臨川郡に入った。東興県・南城県・永城県の民衆は、みな周迪を支持して呼応した。文帝は都督の章昭達を派遣して周迪を討つと、周迪は再び山谷に逃れた。天嘉5年（564年）、章昭達が山越えして建安郡の陳宝応討伐に転進すると、周迪は再び東興県に現れた。このとき宣城郡太守の銭粛が東興県に駐屯していたが、城ごと周迪に降った。呉州刺史の陳詳が軍を率いて周迪を攻撃したが、陳詳は敗死し、虔化侯陳訬や陳留郡太守の張遂らも戦死した。これにより周迪は再び強勢となった。文帝は都督の程霊洗を派遣して周迪を討たせた。周迪は敗れて十数人とともに山穴の中に隠れた。
天嘉6年（565年）、周迪はひそかに人を派遣して臨川郡の市に鮭を買い求めさせたが、その人は足を痛めて邑子に宿を借りた。邑子が臨川郡内史の駱牙に密告したことから、その人は捕らえられ、周迪の確保に協力させられることとなった。周迪は狩猟の名目で山中に誘い出され、伏兵に道傍で斬られた。その首級は建康に送られ、朱雀観に3日さらされた。

## 伝記資料
- 『陳書』巻35 列伝第29
- 『南史』巻80 列伝第70